# Angélica Rivera
Angélica Rivera Hurtado  (Mexikóváros, Mexikó, 1969. augusztus 2. –) mexikói színésznő.

## Élete és pályafutása
1969. augusztus 2-án született. 1994-ben hozzáment José Alberto Castro producerhez, akitől három lánya született: Sofía, aki szintén színésznő, Fernanda és Regina. 2008-ban elváltak. 
2010-ben hozzáment Enrique Peña Nietóhoz, aki 2012 és 2018 között Mexikó elnöke volt, ezáltal 2012. december 1-én First Lady lett.

## Filmográfia

### Telenovellák
| Év   | Cím                              | Szerep                                                       |
| ---- | -------------------------------- | ------------------------------------------------------------ |
| 2025 | Con esa misma mirada             | Eloísa Obregón de Hidalgo                                    |
| 2007 | Destilando amor (Szerelempárlat) | Teresa "Gaviota" Hernández Garcia / Mariana Franco Villareal |
| 2003 | Mariana de la noche              | Marcia Montenegro                                            |
| 2001 | Sin pecado concebido             | Mariana Campos Ortiz                                         |
| 1998 | Angela                           | Angela Gallardo Bellati                                      |
| 1997 | Huracán                          | Helena Robles                                                |
| 1995 | La Dueña                         | Regina Villareal                                             |
| 1993 | Sueño de amor                    | Isabel                                                       |
| 1991 | Alcanzar una estrella II         | Silvana                                                      |
| 1991 | La Pícara soñadora               | Giovanna                                                     |
| 1990 | Mi pequeña Soledad               | Marisa                                                       |
| 1989 | Simplemente María                | Isabella De Peñalbert                                        |
| 1989 | Dulce desafío                    | María Inés                                                   |